# Classifica giovani (Giro d'Italia)

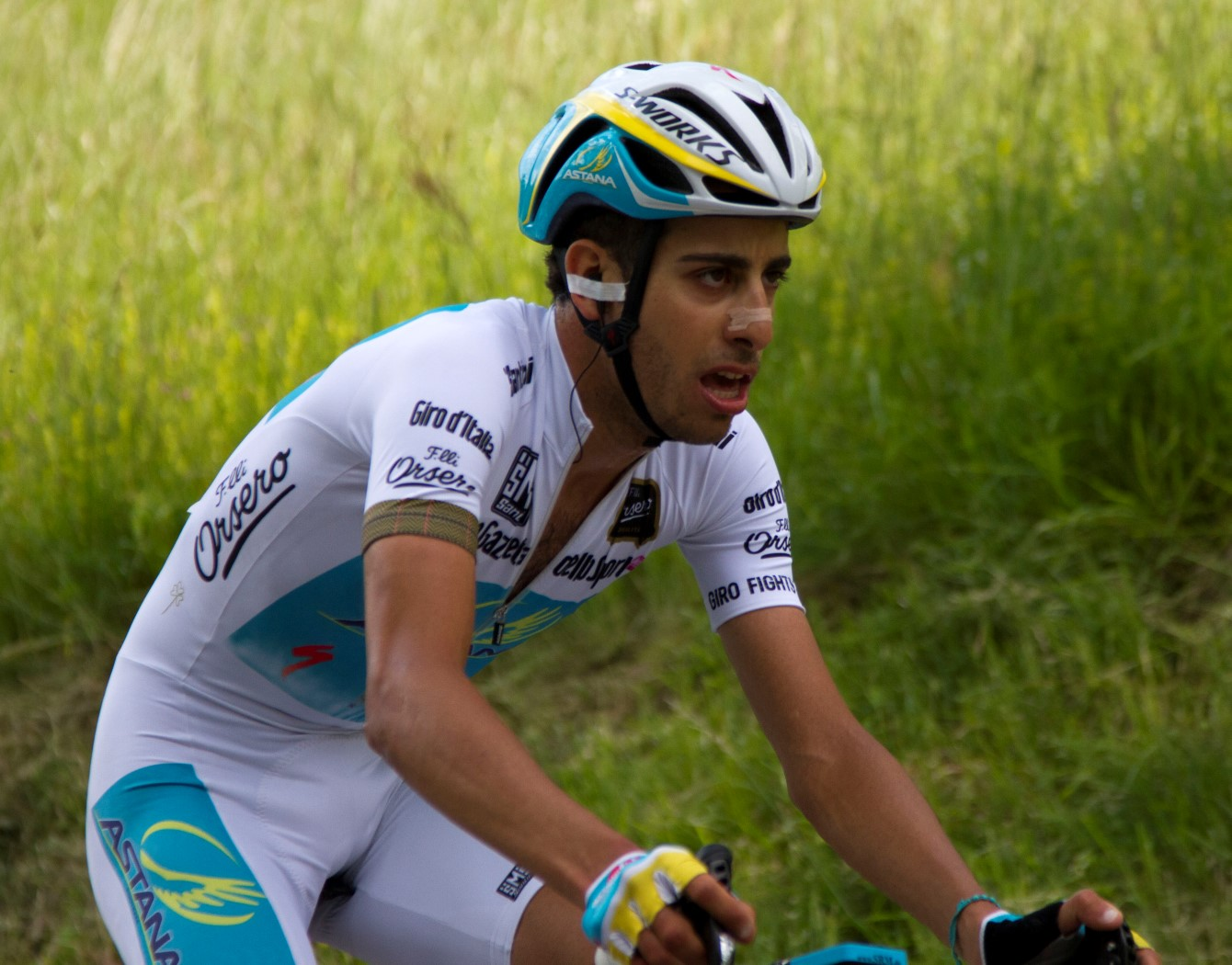
Il corridore sardo Fabio Aru in maglia bianca al Giro d'Italia 2014

La classifica giovani al Giro d'Italia è una delle classifiche accessorie della corsa a tappe italiana, istituita nel 1976. Consiste in una graduatoria a tempi che riguarda solo i ciclisti che non hanno ancora compiuto il ventiseiesimo anno di età il 1º gennaio dell'anno in corso, in pratica gli Under 26. Il simbolo distintivo è la maglia bianca.

## Storia

Marco Pantani in maglia bianca al Giro d'Italia 1994, ultima edizione prima della sua riapparizione negli anni Duemila.

Fu istituita nella Corsa Rosa del 1976 e fu assegnata fino al 1994. Dal 1995 al 2006 non fu più assegnata, ed è stata introdotta nuovamente nel 2007.
A partire dall'edizione 2009, su decisione de La Gazzetta dello Sport, la maglia è intitolata a Candido Cannavò, storico direttore della testata giornalistica sportiva.
Il primo ciclista a vincere la classifica giovani fu l'italiano Alfio Vandi. Al 2014, sono quattro i ciclisti ad aver indossato la maglia bianca al termine della corsa, vincendo poi il Giro negli anni successivi: Roberto Visentini, Franco Chioccioli, Pavel Tonkov ed Evgenij Berzin. Lo stesso Berzin fu il primo a vincere maglia rosa e maglia bianca nello stesso anno (1994), eguagliato solo dopo vent'anni, nel 2014, dal colombiano Nairo Quintana.

## Albo d'oro
| Edizione | Vincitore               | Squadra                  | Tempo         | Altre classifiche vinte |
| -------- | ----------------------- | ------------------------ | ------------- | ----------------------- |
| 1976     | Alfio Vandi             | Magniflex-Torpado        | 120h02'22"    | -                       |
| 1977     | Mario Beccia            | Sanson                   | 107h40'04"    | -                       |
| 1978     | Roberto Visentini       | Vibor                    | 101h50'17"    | -                       |
| 1979     | Silvano Contini         | Bianchi-Faema            | 89h36'51"     | -                       |
| 1980     | Tommy Prim              | Bianchi-Piaggio          | 112h16'13"    | -                       |
| 1981     | Giuseppe Faraca         | Hoonved-Bottecchia       | 105h05'30"    | -                       |
| 1982     | Marco Groppo            | Metauro Mobili-Pinarello | 105h05'29"    | -                       |
| 1983     | Franco Chioccioli       | Vivi-Benotto             | 101h00'52"    | -                       |
| 1984     | Charly Mottet           | Renault-Elf              | 99h02'11"     | -                       |
| 1985     | Alberto Volpi           | Sammontana-Bianchi       | 105h57'22"    | -                       |
| 1986     | Marco Giovannetti       | Gis Gelati-Oece          | 102h41'58"    | -                       |
| 1987     | Roberto Conti           | Selca-Conti              | 106h00'33"    | -                       |
| 1988     | Stefano Tomasini        | Fanini-Seven Up          | 93h45'57"     | -                       |
| 1989     | Volodymyr Pulnikov      | Alfa Lum-STM             | 93h40'06"     | -                       |
| 1990     | Volodymyr Pulnikov      | Alfa Lum                 | 92h03'23"     | -                       |
| 1991     | Massimiliano Lelli      | Ariostea                 | 99h42'39"     | -                       |
| 1992     | Pavel Tonkov            | Lampre-Colnago           | 103h53'23"    | -                       |
| 1993     | Pavel Tonkov            | Lampre-Colnago           | 98h16'55"     | -                       |
| 1994     | Evgenij Berzin          | Gewiss-Ballan            | 98h09'44"     | Generale                |
| 1995-06  | Non assegnata           | Non assegnata            | Non assegnata | Non assegnata           |
| 2007     | Andy Schleck            | Team CSC                 | 93h01'34"     | -                       |
| 2008     | Riccardo Riccò          | Saunier Duval-Scott      | 89h58'46"     | -                       |
| 2009     | Kevin Seeldraeyers      | Quick Step               | 86h19'26"     | -                       |
| 2010     | Richie Porte            | Team Saxo Bank           | 87h51'23"     | -                       |
| 2011     | Roman Kreuziger         | Pro Team Astana          | 84h16'42"     | -                       |
| 2012     | Rigoberto Urán          | Sky Procycling           | 91h44'59"     | -                       |
| 2013     | Carlos Alberto Betancur | AG2R La Mondiale         | 85h00'56"     | -                       |
| 2014     | Nairo Quintana          | Movistar Team            | 88h14'32"     | Generale                |
| 2015     | Fabio Aru               | Astana Pro Team          | 88h24'18"     | -                       |
| 2016     | Bob Jungels             | Etixx-Quick Step         | 86h41'20"     | -                       |
| 2017     | Bob Jungels             | Quick-Step Floors        | 90h41'58"     | -                       |
| 2018     | Miguel Ángel López      | Astana Pro Team          | 89h07'36"     | -                       |
| 2019     | Miguel Ángel López      | Astana Pro Team          | 90h09'13"     | -                       |
| 2020     | Tao Geoghegan Hart      | Ineos Grenadiers         | 85h40'20"     | Generale                |
| 2021     | Egan Bernal             | Ineos Grenadiers         | 86h17'28"     | Generale                |
| 2022     | Juan Pedro López        | Trek-Segafredo           | 86h49'54"     | -                       |
| 2023     | João Almeida            | UAE Team Emirates        | 85h30'17"     | -                       |
| 2024     | Antonio Tiberi          | Bahrain Victorious       | 79h26'52"     | -                       |
| 2025     | Isaac Del Toro          | UAE Team Emirates XRG    | 82h34'57"     | -                       |